# Camponotus michaelseni
Camponotus michaelseni é uma espécie de inseto do gênero Camponotus, pertencente à família Formicidae.